# Wierbiłowo (rejon smoleński)
Wierbiłowo (ros. Вербилово) – wieś (ros. деревня, trb. dieriewnia) w zachodniej Rosji, w osiedlu wiejskim Chochłowskoje rejonu smoleńskiego w obwodzie smoleńskim.

## Geografia
Miejscowość położona jest nad rzeką Ufinja, przy drodze federalnej R135 (Smoleńsk – Krasnyj – Gusino), 10 km od drogi federalnej R120 (Orzeł – Briańsk – Smoleńsk – Witebsk), 18 km od drogi magistralnej M1 «Białoruś», 4 km od centrum administracyjnego osiedla wiejskiego (Chochłowo), 20,5 km od Smoleńska, 10,5 km od najbliższego przystanku kolejowego (Katyń).

## Demografia
W 2010 r. miejscowość zamieszkiwało 6 osób.